# Egglestonichthys
Egglestonichthys – rodzaj ryb z rodziny babkowatych.

## Klasyfikacja
Gatunki zaliczane do tego rodzaju:
- Egglestonichthys bombylios
- Egglestonichthys melanoptera
- Egglestonichthys patriciae
- Egglestonichthys ulbubunitj Larson, 2013[3]